# Dear Diary
Dear Diary är en kristen rockopera, och FM Statics tredje studioalbum. Albumet släpptes den 7 april 2009 av skivbolaget.
Enligt Trevor McNevan: 
| ”                | It's a concept record, the entire album will be one story from beginning to end. It's based on a boy (and occasionally a girl) and their diary entries about what's going on in their lives. It deals with faith, doubt, love, death, and the honest questions that surround living and growing up in modern day culture. We're very pumped about this record and are excited to share it with you." "Det är ett konceptalbum, hela albumet kommer att vara en historia från början till slut. Det är baserat på en pojke (och då och då en flicka) och deras dagboksanteckningar om vad som står på i deras liv. Den behandlar tro, tvivlan, kärlek, döden, och de frågor som kommer av att leva och växa upp i en modern värld. Vi har spenderat mycket på albumet och är förväntansfulla att få dela det med er." (fritt översatt). | „ |
| – Trevor McNevan | |   |

Omslagsbilden ritades av Worth Dying Fors gitarrist Nathan Parrish.

## Låtlista
1. "Boy Moves to a New Town With Optimistic Outlook" – 3:52
2. "The Unavoidable Battle of Feeling on the Outside" – 3:36
3. "Boy Meets Girl (and Vice Versa)" – 3:02
4. "Sometimes You Can Forget Who You Are" – 3:12
5. "Man Whatcha Doin'?" – 2:07
6. "The Voyage of Beliefs (featuring Tricia Brock of Superchick)" – 3:13
7. "Her Father's Song" – 3:23
8. "Take Me As I Am" – 3:34
9. "Dear God" – 3:47
10. "The Shindig (Off to College)" – 2:55

Före albumet släpptes släpptes låtarna "Boy Moves to a New Town With Optimistic Outlook", "The Unavoidable Battle of Feeling on the Outside" och "Take Me As I Am" på bandets MySpace-sida.